# ويليام ديتز
ويليام ديتز (بالإنجليزية: William Dietz)‏ هو سياسي أمريكي، ولد في 28 يونيو 1778 في الولايات المتحدة، وتوفي بنفس المكان في 24 أغسطس 1848. حزبياً، نشط في الحزب الديمقراطي. وقد انتخب عضو جمعية ولاية نيويورك وانتخب عضو مجلس ولاية نيويورك وانتخب عضو مجلس النواب الأمريكي.